# Forschungsbericht (Wirtschaftsunternehmen)
Der Forschungsbericht ist in der Wirtschaft ein anhängender Bestandteil des Lageberichts, der bei mittelgroßen und großen Kapitalgesellschaften neben dem Jahresabschluss mit Bilanz, Gewinn- und Verlustrechnung und Anhang fakultativ verfasst werden kann.
Der Forschungsbericht sieht vor, dass Informationen zusammengetragen werden über Forschungsergebnisse, Entwicklungsabsichten und deren Finanzierung bzw. ob Forschung und Entwicklung betrieben werden oder nicht.